# Villa Priuli De Chastonay Da Re
Villa Ninfa (Priuli) De Chastonay Da Re è una villa veneta di Orsago, in provincia di Treviso.

## Storia e descrizione
La villa fu costruita dalla nobile famiglia Ninfa (che in seguito acquistò anche il cognome Priuli per parentela genealogica) di Venezia alla fine del XVII secolo (sotto il porticato centrale, sul pavimento, vi è incisa la data 1689), in seguito di proprietà dei De Chastonay ed ora dei Da Re.
L'entrata ai giardini si affaccia sulla strada principale del paese di Orsago con un enorme cancello sorretto da colonne affiancate da due volute da cui dipartono i muretti di cinta; alla sommità delle colonne si ergono due statue in pietra di Fregona raffiguranti dei e personaggi della mitologia greca. Passato il cancello si apre un viale lungo circa 100 metri affiancato da siepi. Tempo addietro davanti alla villa vi era un fossato e vi si accedeva attraversando un piccolo ponte. Vicino alla cancellata di entrata vi è la chiesetta di Sant'Antonio (1691), restaurata dagli alpini di Orsago.

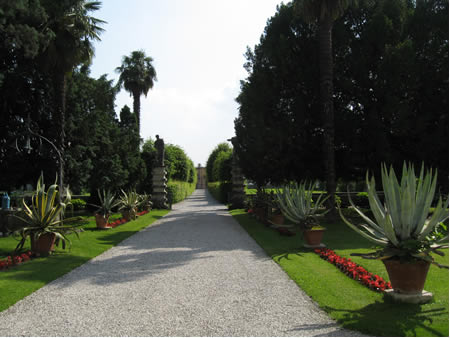
Il vialetto d'ingresso

Sul finire del viale troviamo un secondo ingresso con altre statue: Ercole con la pelle di leone a sinistra, Prometeo incatenato da Zeus a destra dove un'aquila gli divora continuamente il fegato. Passata questa seconda entrata, sul giardinetto di destra si trova un pozzo sul quale sono incise le seguenti parole in latino:
(Le piccole cose crescono nella concordia)
Sul fondo la villa si presenta maestosa con un corpo centrale rialzato rispetto alle due ali laterali simmetriche.
Una scalinata a due rampe con balaustre intercalate da piastrini porta al piano rialzato dove si apre una trifora formata da portali con arco a tutto sesto: uno centrale d'ingresso con sopra uno stemma ed altri due ai lati con poggioli.
All'imbocco dalle scale sopportate da pilastri si ergono le statue di Cerere dea protettrice dell'agricoltura e Diana dea della caccia.
Simbolo dello scopo per il quale era stata costruita la villa.
Al piano terra sotto le scalinate si apre una arcata con mascherone centrale e ai lati due colonne che porta sul retro del fabbricato dove si ripete un arco in pietra bianca al piano terra e al piano superiore un portale arco con mascherone.
Ad innalzare il fabbricato nella parte centrale sopra il tetto si erge un corpo con finta trifora e volute laterali, sulla sommità un cornicione e due spioventi formano un timpano.
Nel sottotetto corrono lungo tutto il perimetro delle mensole in pietra.
A coronamento del fabbricato vi è un ampio giardino sul davanti con l'antico pozzo, sul retro giganteschi cipressi plurisecolari.

## La chiesetta di Sant'Antonio
La chiesa fu costruita nel 1691 per volontà del nobile Rocco Ninfa; la facciata è austera con due enormi volute ai lati e con le statue di S. Antonio, S. Pietro e S. Paolo poste sopra il timpano.

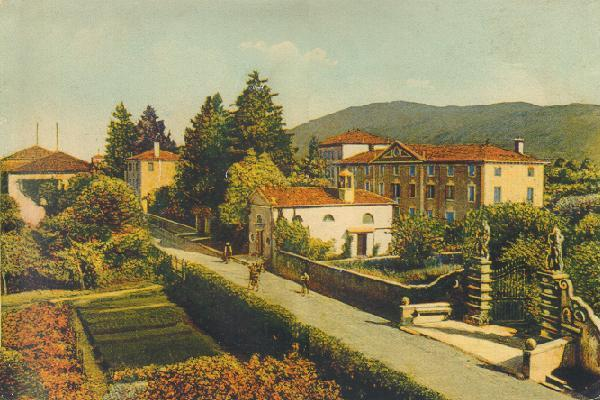
Riproduzione storica rappresentante il complesso di Villa Priuli

Dopo i lavori di restauro, realizzati dal Gruppo Alpini di Orsago e ultimati del 1996, sotto la cimasa della porta d'ingresso è ricomparsa l'iscrizione: «Deo et divo Antonio erexit et dicavit Rocchus quondam Pauli Nimpha ano DNI MDCLXXXXI» (Rocco Ninfa di Paolo eresse per onorare Dio e S. Antonio nell'anno del Signore 1691).
All'interno, l'aula riceve luce dalle finestre ad arco poste sulle pareti laterali e da quelle della facciata principale di cui due sono a forma ottagonale ed una, posta sopra l'ingresso, è ad arco.
Il pavimento è di sassi levigati e al centro c'è una pietra sepolcrale in rosso di Verona con le parole: «D.O.M. Hic Iacent Ossa D. Roci Nimpha Q. Petri P. Civis Orig. Ven. Ob. DIE XXVI IAN. MDCCXXVI M.V. Aetatis Annorum LXXVII» (A Dio infinitamente buono e grande Qui giacciono le ossa del Signore Rocco Ninfa di Pietro... cittadino originario di Venezia. Morì il giorno 26 gennaio 1726... all'età di anni 77).
Sul fondo dell'aula si apre l'arcata dell'abside con il bellissimo altare in marmo intarsiato a motivi floreali; al centro, sempre eseguito con intarsi, c'è l'immagine di S. Rocco avente sullo sfondo la Basilica di S. Antonio da Padova e, sopra di essa, lo stemma della famiglia Priuli.
Sopra l'altare ci sono due angeli di ottima fattura supportati da un piedistallo e sul retro dello stesso sono incise le parole: «Erexit et dicavit Rochus Nimpha Q. Pauli Anno D.NI 1691» (Rocco Ninfa di Paolo eresse e dedicò nell'anno del Signore 1691).

## Opere d'arte
Recentemente, sotto il soffitto di due sale sono stati scoperti due dipinti a temperone: il primo a motivi floreali con un angelo centrale e il secondo fa capolino qua e là dagli strati di pittura sovrapposti che dovranno essere rimossi per poterlo vedere nella sua completezza.
Il salone centrale è stato completamente pulito dagli intonaci sovrapposti nei secoli riportando alla luce i dipinti originali. Si suppone che altre stanze nascondano preziosi dipinti.
Nel 2011 dopo alcune opere di ristrutturazione, sono stati evidenziati alcuni dipinti a temperone (su più strati) sull'ala ovest della villa.
Nella chiesetta di S.Antonio si trova la pala dell'altare con la Vergine con il Bambino circondata da angeli e da S. Antonio è una copia, fatta da un pittore di Cordignano, della tela originale del Bellucci (XVII secolo) che ora si trova nella sede INPS di Venezia; sotto il soffitto è stato collocato un quadro che raffigura la Gloria di S. Antonio, opera recente del pittore locale Giancarlo Buttignol.
Dopo gli interventi di ristrutturazione, all'interno della chiesa, è stata collocata per il culto e la preghiera, la statua della Madonna delle filandiere donata dalla famiglia Levade Rigato (titolari dell'ex Filanda di Orsago) riportata alla sua antica bellezza grazie al paziente lavoro di restauro effettuato su di essa dall'artista orsaghese Terry Ferracini.

## Storia familiare
La famiglia veneziana dei Ninfa non aveva origini nobili, ma comunque era appartenente ai "cittadini veneti" e quindi eminente, poi imparentatasi a quanto pare con i potenti Priuli (da qui la denominazione poco corretta di "villa Priuli" spesso assegnata al palazzo orsaghese, poi passato ai Tami, ai De Chastonay). Da Venezia, dove avevano e continuarono a conservare casa, si insediarono ad Orsago probabilmente verso la metà del Seicento. Nel 1649 Paolo Ninfa acquista da un certo Piero Negro (o Negri) sette campi di terra e "la casa che hora si abita in Orsago", forse proprio il palazzo che poi comparirà in un inventario del 1684. Qui i Ninfa trascorrevano una parte della loro esistenza: parrebbe che residenza orsaghese costituisse la villa nella quale, per riposare e respirare un fià de aria bona, come allora si diceva, passavano la tradizionale villeggiatura in campagna, così ben ritratta e presa in giro da Goldoni nella sua famosa Trilogia della villeggiatura.
La famiglia continuò a incrementare i propri possedimenti orsaghesi con vari acquisti di beni privati e comunali anche nell'ultimo scorcio del Seicento e per tutto il Settecento, tanto che in un'accurata indagine fiscale del 1740 Paolo Ninfa, omonimo dell'antenato Seicentesco, risultava proprietario di varie case ed innumerevoli terreni, dati in affitto alle famiglie Brait, Ceschel, Colusso, Michielin, Rosolen, Tomè e Zanin. Le cose in famiglia comunque non dovevano scorrere sempre pacificamente, visto che più volte negli anni compaiono cenni a liti giudiziarie tra vari membri della famiglia, con tanto di ricorsi ad avvocati e nomine di procuratori.
Il ramo della famiglia Ninfa di Orsago si estinse con il nobile Giovanni Battista sposato ma senza figli, morto nel 1867 ad Orsago come è scritto nella lapide posta sul retro dell'abside della chiesa del cimitero di Orsago:
GIO. BATTA NOB NINFA PRIULI
FU FRANCESCO
D'ANNI 75
MORTO NEL 23 OTTOBRE 1867
I DESOLATI MOGLIE E NIPOTI
Successivamente la villa passò dapprima ai Tami, poi al benestante svizzero Léon De Chastonay (Sierre, 16 novembre 1880 - Massagno, 1940)  figlio del noto farmacista, Consigliere di Stato, presidente della borghesia di Sierre, deputato conservatore e prefetto di Sierre Jean-Marie Gaspard François Xavier Victor De Chastonay (1844-1906). 
La chiesetta, voluta dalla famiglia Priuli, fu costruita poco lontano dalla villa; successivamente, la nobildonna Pace Basso Zanin ne acquisì la proprietà assieme altri terreni appartenenti ai Priuli, terreni che poi furono donati dalla stessa all'INPS e, infine, alla Parrocchia di S. Benedetto.
Durante la seconda guerra mondiale la villa fu presa dai tedeschi come comando nazista per poi essere riconsegnata alla famiglia De Chastonay. Testimonianza, il bunker antiaereo costruito nei pressi dell'ala destra della villa.

## L'inventario del 1684
Nel 1684 fu redatto un dettagliato inventario dei possedimenti di Pietro Paolo Ninfa con l'occasione della sua morte. Oltre all'ampia e sfarzosa casa posta a Venezia in Barbaria delle Tole, «dove sogiornava», l'inventario registra il contenuto della casa «dominicale» (padronale) di Orsago. Si riporta per brevità qualche "pezzo forte" di tale inventario, come le quattro casse di «nogera» (noce) e le altre quattro casse di cipresso «intagliate antiche», le varie «litiere» (lettiere), fra le quali ne spiccavano tre di ferro, rosse, «con suoi pomoli parte doradi et parte non doradi», e una, purtroppo rotta, con «sette lioncini» (liocorni) ornamentali. I vari letti erano regolarmente forniti di «stramazzi» (materassi), «pagliazi» (pagliericci), «cavazali» (capezzali) e cusini, quattro dei quali di damasco verde, nonché di varie «coltre di bombaso» (coperte di cotone), «felzade» (coperte di lana molto pelose) rosse e bianche, «schiavine» (coperte grosse e pesanti), «nincioli» (lenzuola) e «intimele» (fodere di cuscini); inoltre per rendere i letti più accoglienti nelle nottate più fredde, c'erano due pratici scaldaletti, uno «con buchi» e l'altro senza. Restando all'arredo, troviamo parecchi tavoli e tavolini in noce di varia misura e forma (rettangolari, rotondi o bislunghi), molte sedie di foggia diversa, alcune delle quali di faggio e altre di noce, sgabelli, credenze, armadi di «albeo», ossia legno di abete bianco (uno era addirittura dipinto) e anche uno «scrignieto» (piccolo scrigno). C'erano poi, sempre citando quasi a caso nella marea di oggetti inventariati, due specchi «in capitello con colone di pietra di alteza di due quarte» e «di longeza una quarta» o poco più e un altro specchio «in otangolo», alto «tre quarte» e con cornice nera, indice di lusso e frivolezza forse non solo femminile.
Per usi "più bassi" comparivano poi numerosi oggetti e utensili domestici, come diversi spiedi e metsoli di ferro, «gradelle» (graticole da porre sul fuoco) e «fersore» (padelle larghe e poco profonde), alcune «con tre pie' da frizer» (per friggere), varie «stagnade» (pentoloni in genere di rame, nonostante il nome), e poi una «cortelaza da carne con sua zocha» (coltellaccio per tagliare la carne con il suo ceppo in legno), un mortaio di pietra con il pestello in legno, una saliera pure di legno, una «buratadora» (buratto per separare la crusca dalla farina), due «tamisi» (setacci), vari mastelli e «corbe» (ceste) di diverse dimensioni. Di particolare interesse inoltre una «ramina lunga da cusinar brancini», ossia un recipiente per la cottura dei branzini (i Ninfa, da buoni veneziani, amavano ovviamente il pesce di mare...), una «fresora da marroni» (per arrostire castagne), dei «ferri da tener saldi li rosti» (arrosti), un'infinità di piatti sia di «latesin» (ceramica con smalto bianco tendente al celeste) che di peltro. Interessante inoltre la presenza di un alambicco di stagno (per produrre grappa probabilmente) e di quattro «caldiere da fornelli da seda», di venti «corli» (arcolai) e di quattro «sostenda corli per trar seda», segni inequivocabili che i Ninfa facevano lavorare la seta prodotta in paese.
Il Ninfa aveva anche due «fornimenti» interi per due cavalli «da caroza», una sella «da cavalcare» e un'altra per sedere più comodamente sul suo destriero. La «caneva» (cantina) abbondava di botti di ogni genere, alcune delle quali adatte al trosporto del vino in carrozza. Ultimo tocco di signorilità e di buon gusto, la presenza in villa di una sessantina di «naranceri» (aranci).
Ricchissima la dotazione di quadri con soggetti sacri e profani e di altre opere d'arte che abbellivano la casa dei Ninfa (molte ne avevano anche a Venezia, fra le quali pure «una copia della Cena» di Paolo Veronese. Si citano «due quadri grandi», uno raffigurante Venere, Cerere e Bacco e l'altra Giuditta che tronca il capo d'Olofene, di altezze di tre braccia e di due braccia e tre quarti di larghezza; altri due dipinti di Sant'Osvaldo e un Vescovo, collocati sopra delle porte; sei quadri con soggetti pagani (Venere con Giove in forma di cigno, Venere scoperta dal satiro, Venere con tre amorini,...); una pala con la Madonna della Pietà, una Vergine con Bambino; un quadretto conl'Annunciazione; un'altra Madonna con cornice dorata, e molti altri ancora.
Oltre al palazzo il defunto Ninfa possedeva un'altra «caneva», due «granieri» e una «canevetta» che teneva per il vino e le «biave», nonché una casetta «dove habita un favero» (fabbro), affittata a 24 lire all'anno. Questo a Orsago: c'erano poi altre proprietà familiari sparse in paesi vicini, come Montaner, Cordignano e Pinè, dove i Ninfa disponevano addirittura di un mulino.

## Fatti cruenti
Nel 1702 Giuseppe Ninfa, del fu Bartolomeo, prese parte ad un fatto senza dubbio clamoroso. Il potente personaggio aveva dapprima trovato da dire sulla pubblica strada con Gio Batta e Zamaria Calengheri detti Cecolotti: sembra di capire che il Ninfa avesse accusato Gio Batta, forse un suo colono, di avergli rubato una corda, e che l'avesse pure colpito con due schiaffi. Dopo di che, mentre i due Cecolotti erano rimasti sul sagrato della chiesa e poi «davanti alle porte di don Paulin Gava», il Ninfa era rientrato in casa sua - la villa - per uscirne di nuovo, armato di spada e spalleggiato da Vincenzo Mion, a sua volta dotato di coltello, con la chiara volontà di affrontare i due avversari, che erano dal canto loro armati di spadine. Lo scontro a quattro si era concluso con il ferimento del Ninfa, del Mion e di uno dei due Cecolotti, Zamaria. Tra i feriti ebbe la peggio proprio il Ninfa che, appena arrivato a casa, «passò a miglior vita immediate». Il fatto deve aver suscitato grande scandalo per la rilevanza dell'ucciso, ma non vi sono altre informazioni sul seguito della vicenda.
Sette anni più tardi viene registrato un fatto usuale per l'epoca, e per noi moderni sconcertante: violenze e crimini commessi contro religiosi. Nell'Aprile del 1709 si apre un processo contro Alessandro Ninfa «per insulti et attentati da lui pratticati contro il cappellano di detta villa» per motivi ignoti; fanno da testimoni nell'occasione don Daniele Gava, pievano di Orsago, e Matteo Battistuzzi, chierico, pure lui del paese.